# El bufón (novela)
El bufón es la undécima novela de Christopher Moore, publicada en su versión original el 10 de febrero de 2009.
La novela parte del argumento de la obra teatral de William Shakespeare, El Rey Lear, pero es narrada desde la perspectiva del personaje del bufón de la corte, al que Moore da el nombre de Bolsillo.
Durante el curso de la novela, encontramos referencias a otras obras de Shakespeare, desde meras citas, hasta personajes, destacando las brujas de Macbeth. Aunque el estilo de El Bufón está dirigido principalmente a un público americano, el autor incorpora en ocasiones también algo de vocabulario Shakesperiano, sintaxis arcaica, y jerga británica moderna, así como extrañas referencias culturales a la vida de la Edad Media, que son explicadas en notas a pie de página. Además, Moore inventa muchos nombres de localizaciones de la historia parodiando el estilo de los nombres de lugares británicos.

## Popularidad
La novela debutó en el cuarto lugar de la lista de Best Sellers del New York Times para ficción con tapa dura, según la publicación en línea del 20 de febrero de 2009.